# Ferdinand Joseph von Hörwarth

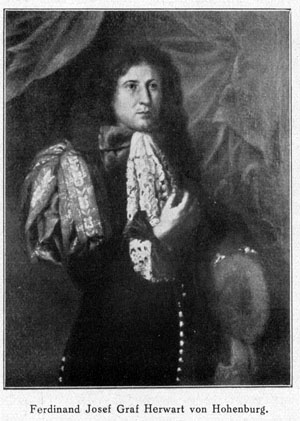
Ferdinand Joseph von Hörwarth

Ferdinand Joseph von Hörwarth (auch: von Herwart bzw. Herwarth; * 20. August 1663 in München; † 10. November 1731 in München) war von 1691 bis 1731 Hofmarksherr von Hohenburg.

## Leben
Ferdinand Joseph von Hörwarth war ein Sohn von Johann Wilhelm von Hörwarth, der seit 1657 Hofmarksherr von Hohenburg war, und Maria Katharina, geborene Baronin von Köth.
1681 machte er seinen Gymnasialabschluss am Jesuitengymnasium München (heute: Wilhelmsgymnasium München) und studierte Humaniora,  Philosophie und Rechtswissenschaft an in München, Landshut, Ingolstadt, Salzburg und Straßburg.
Er war verheiratet mit Maria Anna Katharina Helena, geborene Baronin von Speth (ca. 1669/1672 – 1714/1717) und hatte mit ihr dreizehn Kinder, darunter zwei überlebende Töchter und drei Söhne. Nach ihrem Tod heiratete er Maria Anna Kunigunda, geb. Gräfin von Preysing (–1748).

## Wirken

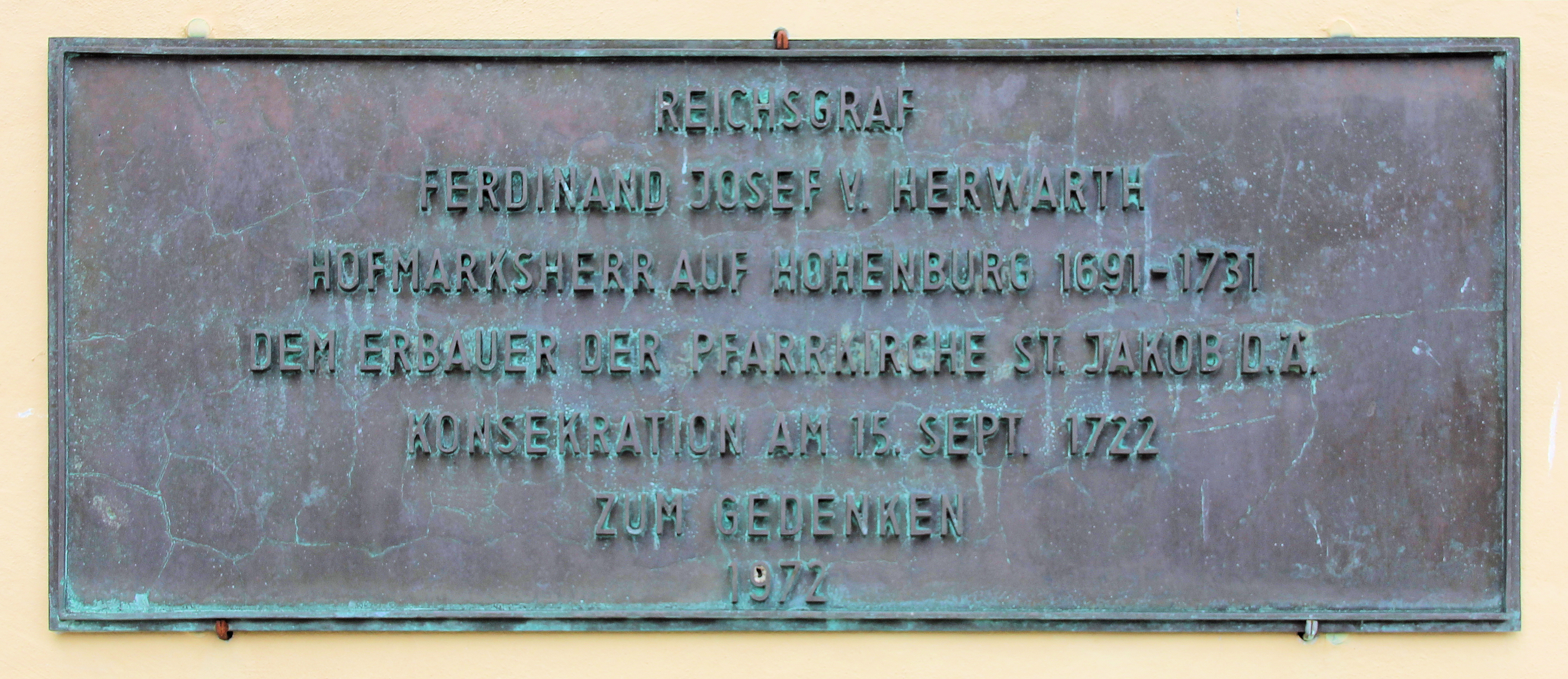
Gedenktafel am Haus Marktstraße 15, in Lenggries

Nach dem Tod seines Vaters 1691 übernahm Ferdinand Joseph von Hörwarth die Hofmark. Durch Erbschaften wurde er Besitzer von weiteren Hofmarken, darunter  Ottenberg, Inham, Allmannshausen, Biberkor, Forsten- und Poschetsried. Durch Kauf erwarb er zusätzlich Ergolding, Farchach, Hechenberg und Paunzhausen.
Während des bayerischen Volksaufstandes von 1705 berichtete der Hofmarkrichter von Hohenburg, Johann Georg Klanner, dem in München residierenden Grafen Ferdinand Joseph von Hörwarth, seinem Herrn, und schlug vor, in München Tiroler, die dort zum Markt kämen, gefänglich einzutun und erst gegen Wiedergutmachung der Schäden, die im Isarwinkel entstanden waren, freizulassen. Graf von Hörwarth lehnte dies ab, um die Tiroler nicht noch mehr zu reizen.
Als die Burg Hohenburg 1707 abbrannte, entschied Ferdinand Joseph von Hörwarth, sie nicht wieder aufzubauen, sondern stattdessen ein neues Schloss unterhalb der alten Burg zu errichten.  
1715 verkaufte er Schwaige und Herrenhaus Poschetsried an den bayerischen Kurfürsten Max Emanuel, der dort das Schloss Fürstenried errichten ließ.  
1722 ließ er die Lenggrieser Pfarrkirche St. Jakob neu errichten.  